# Agni yoga
Pour les articles homonymes, voir L’Éthique vivante.
 (août 2012).
Si vous disposez d'ouvrages ou d'articles de référence ou si vous connaissez des sites web de qualité traitant du thème abordé ici, merci de compléter l'article en donnant les références utiles à sa vérifiabilité et en les liant à la section « Notes et références ».
L'Agni Yoga, appelé aussi « Enseignement de l'Éthique de Vie » ou, en Russe, la Zhivaya Etica, est une doctrine ésotérique fondée par le peintre russe Nicholas Roerich et son épouse Helena Roerich. Inspirés par les traditions védiques, autant que par le bouddhisme et les écrits théosophiques de Helena Blavatsky, les Roerich publièrent la série de livres Agni Yoga, supposés avoir été inspirés par les « Maîtres de Sagesse » dans la lignée de ce qu'en présente la Société théosophique. Dans les années 1920, les Roerich attirèrent des disciples à New York, où ils construisirent un musée d'art ; en Inde, où ils se sont retirés ; et en Russie, où leurs enseignements conservent encore une influence à notre époque contemporaine.
Agni signifie « feu » en sanscrit, et est le nom d'une déité védique. Tel qu'utilisé par les Roerich, ce terme fait référence à un feu spirituel à l'intérieur du cœur, ou une « énergie psychique », qui est définie comme la force centrale sur laquelle la vie se fonde, et qui pourrait et devrait être affinée et cultivée. Le yoga mentionné précédemment ne fait pas référence aux exercices physiques habituels du Hatha Yoga, ou même à aucune des écoles philosophiques telles que le Bhakti yoga ou le Raja Yoga, mais à un effort conscient d'union à la volonté des « Maîtres de Sagesse », en suivant idéalement les principes de l'enseignement dans la vie de tous les jours, dans le service à l'humanité.
Beaucoup de disciples de l'Agni Yoga fréquentent les différents musées Roerich (New York, Moscou, Naggar en Inde) ainsi que dans divers centres Roerich ou au pèlerinage du Mont Belukha, dans la région Altai en Russie.

## Histoire
Les Roerich furent impliqués dans la création de différentes institutions, la plupart à New York. On peut citer la Société d'Art Internationale Cor Ardens (Cor Ardens International Art Society) (1921) ; l'École du Maître des Arts Unis (Master School of United Arts), (également en 1921) rebaptisée plus tard Institut du Maître des Arts Unis (Master Institute of United Arts) ; le premier Musée Roerich (Roerich Museum) (1929), entre Riverside Drive et la 103e rue à New York ; le Corona Mundi (1921), une association sœur encourageant les expositions et le dialogue artistique Est-Ouest ; Alatas (1930 ?), une maison d'édition ; et l'actuel Musée Roerich (Roerich Museum) (1949). La Agni Yoga Society de New York est l'équivalent d'une association à but non lucratif à vocation d'éducation (educational nonprofit aux États-Unis) mise en place en 1946.
Nicholas Roerich entra probablement en contact avec la théosophie durant son travail sur le temple bouddhiste de Saint-Pétersbourg (dont il fit les fenêtres sur second étage), achevé en 1915. Les Roerich rejoignirent la Société théosophique à Londres en 1920, mais prirent leurs distances lorsque éclata le conflit entre Annie Besant et Krishnamurti.
En 1920, les Roerich reçurent personnellement des messages du Maître de Sagesse (voir Théosophie) appelé Morya. Durant la même année, Frances Grant, Sina et Maurice Lichtmann rejoignirent leur cercle, qui incluait aussi les deux fils des Roerich. Nettie et Louis Horch les rejoignirent également la même année. Dans tous les cas, les nouveaux participants étaient entendus avec précaution pour leurs questions spirituelles et se voyaient gratifiés d'un message personnel de la part du Maître Morya.
Ruth Drayer, auteur d'un ouvrage sur la vie des Roerich et de l'Agni Yoga Society, décrit le processus de révélation de la sorte :
« Ils s'asseyaient ensemble et Nicholas tout d'abord puis Helena ensuite transmettaient les questions que les étudiants étaient autorisés à poser au Maître Morya... Les réponses du Maître étaient écrites par Nicholas Roerich sur de grands rouleaux de papier à dessin. » (p. 71)
Certains conseils étaient demandés pour les Roerich seuls ; ils étaient compilés dans des carnets de notes séparés par Helena Roerich ; ces carnets de notes forment aujourd'hui une collection spéciale à l'Amherst College. Les circonstances dans lesquelles ils échappèrent à la possession des Roerich forment un point crucial dans l'histoire de l'Agni Yoga.
Alors que les Roerich revenaient de leur expédition en Asie Centrale (1924-1928), un désaccord se développa au sein du cercle intérieur de leurs partisans. Les Horch, en particulier, encouragés par Esther Lichtmann (la sœur de Maurice), en vinrent apparemment à croire que les affirmations spirituelles des Roerich étaient frauduleuses. En tant que principaux parrains du musée (aujourd'hui un gratte-ciel newyorkais), les Horch en gagnèrent définitivement (en 1937) le contrôle légal quand il rencontra des difficultés financières commençant avec la Grande Dépression de 1929 et un conflit fiscal avec l'IRS (équivalent américain du fisc français). Ainsi, la collection de peintures, et les notes d'Helena, disparurent.
Pendant plusieurs décennies après, le Musée Roerich, sur son nouveau site, continua sous la direction de Sina Lichtmann (plus tard Fosdick), la famille Roerich (à l'exception de George, l'universitaire) ayant passé le reste de leurs vies en Inde. Le conservateur actuel du Musée Roerich de New York (New York Roerich Museum) est Daniel Entin.
Pendant ce temps, la détente politique dans la Russie des années 1980 permit au mouvement Roerich (qui avait continué d'exister de manière souterraine) de refaire surface. Avec le support de Mikhail Gorbachev et de Raisa Gorbacheva (dont on a dit qu'elle était une adepte), un Centre Roerich a été créé, auquel a été donné un quartier général dans un palace à Moscou. George (Yuri) Roerich donna des peintures à des musées à Novossibirsk et à Saint-Pétersbourg, alors que Svyetoslav Roerich et sa femme Devika Rani firent de même pour le Centre Roerich à Moscou. À titre anecdotique, une mésentente a éclaté à propos de peintures actuellement en la possession du Musée de l'Art Oriental, également à Moscou, que réclame le Centre Roerich.
La description faite jusqu'à présent peut donner l'impression que l'Agni Yoga serait dominé par quelques larges institutions. Pourtant, les différents enseignants de cet enseignement constituent une nébuleuse diversifiée : Torkom Saraydarian, « Guru RHH » (Ralph Harris Houston), Joleen Du Bois, fondatrice de l'Association d'Éducation de la Montagne Blanche d'Arizona (Arizona's White Mountain Education Association), l'Agni Yoga Society de New York, etc.

## Doctrine
La théologie décrite dans les livres de l'Agni Yoga peut être comprise comme une variation spécifique de la Théosophie. Après le décès de Madame Blavatsky, le mouvement Théosophique se retrouva divisé en un certain nombre de groupes distincts. Beaucoup revendiquaient une filiation de la part de la « Hiérarchie des Maîtres » (voir article Théosophie) et la plupart d'entre eux étaient suspicieux vis-à-vis des affirmations rivales.
Plusieurs de ces groupes « post-Théosophiques » restaurèrent notamment la personne du Christ et l'imagerie chrétienne que Madame Blavatsky avait minimisé et dont elle s'était même parfois moquée.[réf. nécessaire] Parmi eux, on retrouve les partisans de Rudolf Steiner et d'Alice Bailey. Les livres de l'Agni Yoga tentent de suivre une voie intermédiaire - invoquant régulièrement le Christ mais à côté de lui, des « Maîtres de Sagesse » de la Théosophie traditionnelle tels que Morya, Salomon, Bouddha, Thomas a Kempis, Serge de Radonège et Akbar. Il est dit du christianisme qu'il est devenu corrompu après l'époque d'Origène, bien que les écrits mentionnent le Philokalia avec une certaine tendresse.
Avec le troisième ouvrage, une figure rédemptrice féminine appelée la Mère du Monde commence à connaître une importance particulière ; ce concept ne semble pas venir de Mme Blavatsky mais rappelle une figure-mère similaire, présente dans les écrits de Charles Leadbeater. Il est également possible de discerner des parallèles entre la dévotion à la Vierge Marie en Russie et la dévotion à Tara au Tibet (parallèles que les écrits de l'Agni Yoga reconnaissent volontiers).
Un autre développement post-blavatskien a été la montée d'une tendance apocalyptique au sein du monde Théosophique. Le successeur de Mme Blavatsky, Annie Besant, suscita la controverse avec son identification du jeune Jiddu Krishnamurti comme Maitreya, une figure eschatologique originaire de la tradition bouddhiste. Les écrits d'Alice Bailey décrivent également une « Nouvelle Ère » ou « Nouvel Âge » sur le point de commencer. Son avènement, est-il précisé, serait le témoin d'une terrible destruction des anciennes formes par les forces cosmiques, aussi bien qu'un nouvel état glorieux dans l'évolution humaine. L'Agni Yoga partage ces thèmes.
Une troisième tendance consiste à mettre l'accent sur Shambhala, un royaume bouddhiste légendaire en relation avec le Tantra de Kalachakra. Mme Blavatsky décrit ce royaume comme le centre de la « Hiérarchie des Maîtres », cachée quelque part au cœur de l'Asie Centrale. Les livres d'Alice Bailey précisent que ce lieu se trouverait dans une « dimension » ayant une « connexion » ténue avec n'importe quel lieu terrestre. L'Agni Yoga emprunte une voie intermédiaire en affirmant l'existence cachée de Shambhala quelque part en Asie Centrale, protégée de l'intrusion des profanes mais décrit, par ailleurs, ses habitants comme à peine contraints par les simples limitations physiques. Ainsi :
« Nombreuses sont les tours et les sentinelles de M. [Morya] sur les pentes de l'Himalaya.
Personne ne pénétrera sans guide au-delà des barrières neigeuses. »
Extrait de Les Feuilles du Jardin de Morya, I : L'Appel : par.133
Une quatrième tendance de l'œuvre consiste en une connaissance accrue des religions non-occidentales, fondée sur des sources originales, incluant des praticiens modernes charismatiques : la Théosophie développa un intérêt certain pour des missionnaires des religions asiatiques du Védanta (les Roerichs admiraient Ramakrishna, Vivekânanda et Tagore), du yoga et du bouddhisme.
Enfin, l'ésotérisme du début du XXe siècle développa un nationalisme croissant autant qu'une forme d'internationalisme (tout comme le communisme, l'espéranto, etc.). Les livres de l'Agni Yoga ont donc une part de patriotisme russe mais surtout un goût de subversion globaliste (faisant référence, par exemple, à une fin imminente des nations), et patriotique en faveur d'une Nouvelle Nation qui n'existerait pas encore, et qui serait identifiée d'une certaine façon avec Shambhala.
Il a été appris que, durant les années 1920, les Roerich aspiraient véritablement à établir un nouveau pays quelque part en Asie Centrale. Ses frontières ne furent jamais vraiment déterminées précisément, peut-être parce que l'entreprise dans son ensemble était trop irréaliste ; pas moins que les relations de ce nouveau pays avec la Russie (bien que les Roerich tentèrent de négocier avec les Bolcheviks pour obtenir un soutien). Dans un même ordre d'idée, la religion altaienne du Burcanisme et la religion japonaise de Oomoto caressèrent des désirs similaires, bien que le parallèle le plus approprié pourrait être celui du Baron Ungern von Sternberg de Mongolie.
En gardant ceci à l'esprit, peut-être est-il davantage possible d'apprécier les thèmes majeurs des ouvrages de l'Agni Yoga et ce qui les distingue d'une autre littérature théosophique.
La différence la plus frappante consiste peut-être en la vivacité de son imagerie. Le passage suivant pourrait être représentatif de cette idée :
« Il a transformé le trésor de la coupe,
Il a retourné le calice embrasé. »
Extrait de Les Feuilles du Jardin de Morya, I : L'Appel, par.21
L'image rappelle sans nul doute les énergies divines présentes au moment de l'eucharistie. En même temps, les écrits de l'Agni Yoga mentionnent un « Calice de Bouddha » qui aurait voyagé au travers de l'Asie Centrale, autre manifestation du thème du Graal. En fait, et peut-être plus fondamentalement, le calice représenterait le cœur humain en tant qu'il serait « rempli d'énergies spirituelles ».
Dans les écrits, ces influences sont variablement reliées à des « vibrations » ou « tremblements souterrains » ; à l'« électricité » ; aux « nouveaux rayons » ; aux « ondes radios » ; au « magnétisme » ; ou à un « monde subtil », opposé à notre « monde grossier ». Beaucoup de développements sont consacrés à l'« énergie psychique » et ses apparentés. Parfois, les écrits les décrivent comme venant des « Mondes éloignés » (il n'est pas explicitement précisé s'il s'agit de planètes physiques ou spirituelles dont il est fait mention, mais la filiation théosophique de l'Agni Yoga pourrait accréditer cette interprétation).
Dans tous les cas, les énergies de ces mondes seraient capables d'apporter la guérison et l'illumination, à condition que notre monde se prépare à les recevoir. Une indication de leur puissance développée pourrait être glanée à partir d'indices délivrés dans les ouvrages à propos de la vie à venir où : 

- l'argent sera aboli
« Je Me réjouis du sourire inébranlable devant le destin qui approche.
Je donnerai le pouvoir de créer le bien non pas avec l'argent, mais avec l'esprit. »
Extrait de Les Feuilles du Jardin de Morya, I : L'Appel, par.74
« Estimons les valeurs, mais sans prendre l'argent pour mesure.
Les caveaux souterrains ont été remplis à ras bords.
Je remplacerai l'or terrestre par un métal nouveau.
Un bouclier d'or n'est pas solide. »
Extrait de Les Feuilles du Jardin de Morya, I : L'Appel, par.289
- les différences raciales seront effacées
« Dans le Monde Nouveau, les races seront effacées.
Ne parlez pas de races. Les gouttes d'eau de toutes les mers sont semblables. »
Extrait de Les Feuilles du Jardin de Morya, I : L'Appel, par.259
- un Gouvernement International sera mis en place.
Les exemples de thèmes militants abondent dans les livres de l'Agni Yoga. Il nous est demandé d'être des « guerriers », « sans peur » pour une lutte. Il est décrit un « Bouclier » mystique - parfois celui de Morya, parfois celui d'« Orion » - qui nous protégera si nous nous efforçons de faire la volonté de la « Hiérarchie des Maîtres ». Face à de tels archétypes, il est délicat de savoir s'il faut relier cette thématique aux Pères du Désert chrétiens, à la tradition théosophique du conflit entre les loges du Bien et du Mal, ou peut-être à un modèle d'Asie Centrale comme celui de Gezar.
Un autre thème récurrent est celui de la construction d'un « nouveau temple », d'un « nouveau pays », ou d'un « nouveau monde ». Parfois, il est fait référence à la notion de construction d'une nation ou d'une institution. Cependant, au fil des ouvrages, il devient de plus en plus clair que ces notions s'appliquent au cœur, et que le temple à construire ne sera pas fait d'une pierre physique. Les lecteurs sont continuellement incités à enseigner aux autres, à travailler, à maintenir une harmonie de groupe, et à pratiquer le plus grand des respects pour les croyances des autres (un enseignement connu dans les cercles Roerich comme « par ton Dieu » (« by thy God »)).
Pour résumer la portée de la doctrine de l'Agni Yoga, on pourra citer Jacqueline Decter, dans
Nicolas Roerich - La vie et l'œuvre d'un maître russe, qui tente d'expliquer ce que ce yoga recouvre :
« Yoga d'action plutôt que d'ascétisme, l'Agni Yoga enseigne la voie de la coopération avec l'évolution spirituelle du cosmos. Il aide l'individu à discerner ce qui est bon et à identifier les causes réelles, le sens caché des événements et des rapports interpersonnels. Grâce à une telle compréhension, la conscience humaine s'élargit, donnant naissance à de nouveaux schèmes de pensée, lesquels font naître en retour la possibilité d'une nouvelle action. Doté d'une volonté libre, l'individu a le pouvoir de choisir entre l'engagement dans la voie nouvelle, ce qui l'oblige à modifier son comportement, et le retour aux vieux modèles enracinés. Chacune de ses incarnations lui donne l'occasion d'avancer plus loin dans le processus évolutif. L'Agni Yoga incite ses adeptes à faire des efforts dans la vie de tous les jours pour atteindre cette voie nouvelle et c'est pourquoi on l'appelle l'Enseignement de l'éthique de vie. »

## Divisions et héritage
La question des divisions et de l'héritage au sein de l'Agni Yoga est une question qui a suscité de nombreux débats au sein des héritiers et de ceux se réclamant de l'héritage Roerich.

### Des héritiers divisés
Au décès des époux Roerich, deux types d'organisations se sont réclamés de leur héritage : 
- en Europe et aux États-Unis, des associations (affiliées mais indépendantes de l'association Agni Yoga Society constituée par les époux Roerich à New York) ont contribué à la diffusion des ouvrages de l' Agni Yoga et à promouvoir la diffusion des œuvres picturales de Nicholas Roerich ;
- en Russie, Roerich Society s'est présenté en parallèle (voire en opposition) en se réclamant d'unique institution pouvant se réclamer de l'héritage des Roerich. Cette organisation revendique la diffusion et la promotion d'un idéal philosophique rationaliste qui aurait été développé par les époux Roerich au travers de la posture dite de L’Éthique vivante.

### Une récupération par le mouvement New Age
Un autre problème épineux qui s'est manifesté tient dans la tendance de beaucoup de praticiens ésotériques de langue anglaise à reconnaître les écrits de Mme Blavatsky et d'Alice Bailey au côté de ceux de l'Agni Yoga, ayant ainsi être tendance à réinterpréter l'Agni Yoga par le prisme de conceptions théosophiques, s'inspirant notamment de l'idée que Helena Roerich était notamment traductrice en langue russe de l'ouvrage majeur d'Helena Blavatsky, La Doctrine Secrète.
Enfin, un problème similaire a été l'apparition d'autres groupes qui affirment « canaliser » (en d'autres termes communiquer avec) des entités tel que le Maître Morya. Un exemple éclairant pourrait être celui d'Elizabeth Clare Prophet, qui pendant de nombreuses années n'a pas seulement « canalisé » El Morya Khan mais aussi les Roerich eux-mêmes. Ainsi, nombre de ses ouvrages voient leurs couvertures illustrées d'œuvres d'art de Nicholas Roerich.

## Video
- « Agni Yoga. Wikipedia audio article », youtube.com (consulté le 6 avril 2024)